# Zervochória
Le dème de Zervochória, en grec moderne : Δήμος Ζερβοχωρίων / Dímos Zervochoríon, est un ancien dème du district régional de Chalcidique, en Macédoine-Centrale, Grèce. Depuis 2010, il est fusionné au sein du dème de Polýgyros. 
Selon le recensement de 2011, la population du dème compte 2 378 habitants.